# Музей Фридерика Шопена
 Музей Фридерика Шопена (пол. Muzeum Fryderyka Chopina) — музей в Варшаве (Польша), основанный в 1954 году и посвящённый польскому композитору Фридерику Шопену.
В состав музея входят 2 филиала: родной дом Фридерика Шопена в Желязова-Воля и Маленький салон семьи Шопенов на проспекте Краковское предместье в Варшаве.

## История
Музей Фридерика Шопена был создан в 1930-е годы обществом Фридерика Шопена в Варшаве. Сразу же, при участии видных представителей польской культуры и политики, таких как Кароль Шимановский, Юзеф Бек и Аугуст Залеский, началось формирование коллекции музея. В частности, были приобретены 13 ценнейших рукописей у Людвики Чечомска, внучки Людвики Емдржевич, сестры Шопена и Богуслава Крашевского.
Прерванная в конце 1930-х деятельность Музея Фридерика Шопена возобновилась после Второй мировой войны во Дворце Острожских, куда с 1953 г. переместились библиотеки, коллекции фотографий и записей. 
Музей освещает биографию Шопена и историю создания его произведений, представляет оригинальные рукописи и документы, написанные композитором, фотографии и скульптуры его, ноты. Здесь также регулярно проводятся фортепианные концерты и конкурсы. посвящённые знаменитому композитору.
Реконструированный в 2010 году к 200-летию Фридерика Шопена этот мультимедийный музей является одним из самых современных музеев в Польше. Его коллекции расположены на пяти уровнях выставочной площади. Менеджмент в настоящее время (с 2005) осуществляет Институт Шопена.

## Галерея

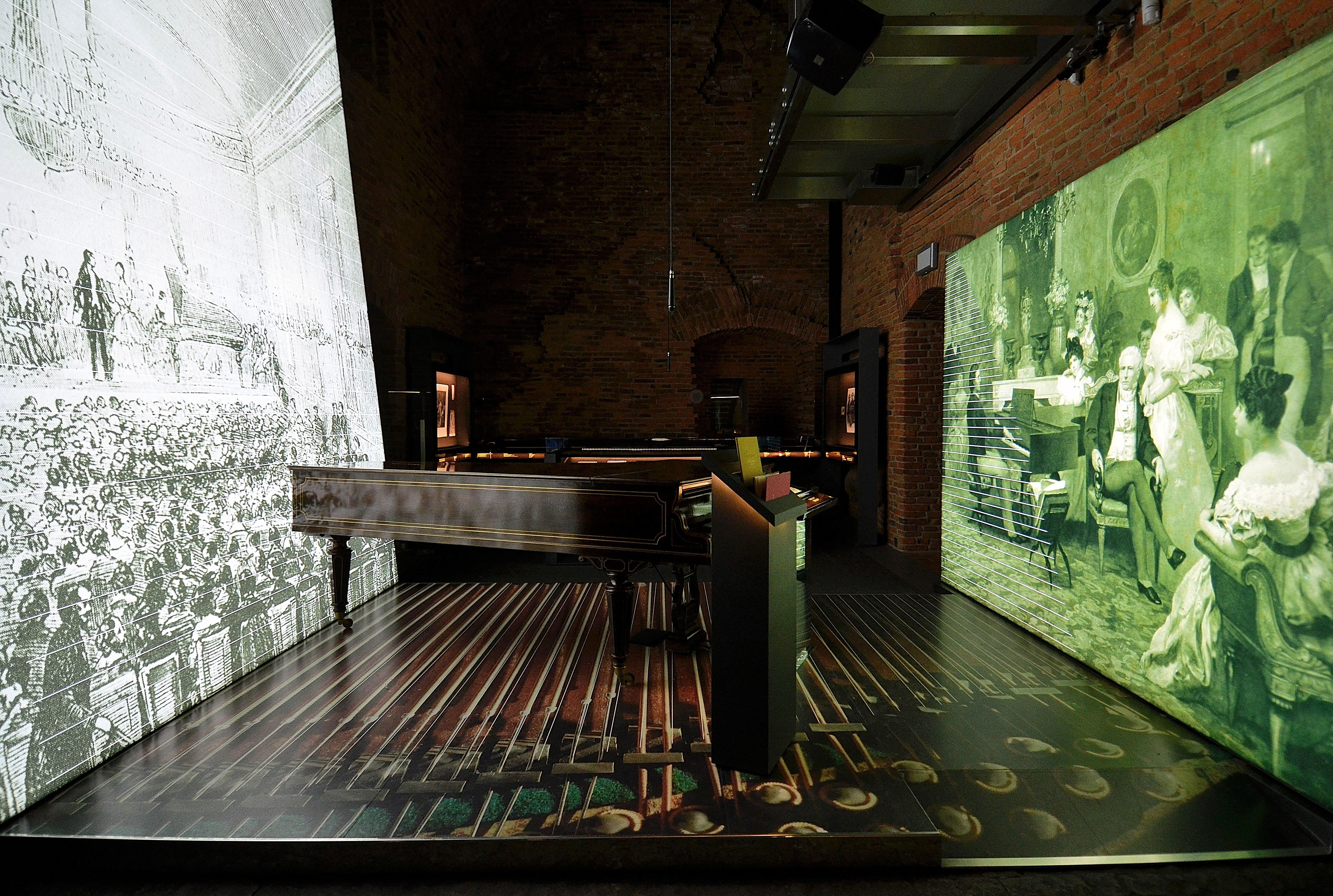
В подвальном помещении
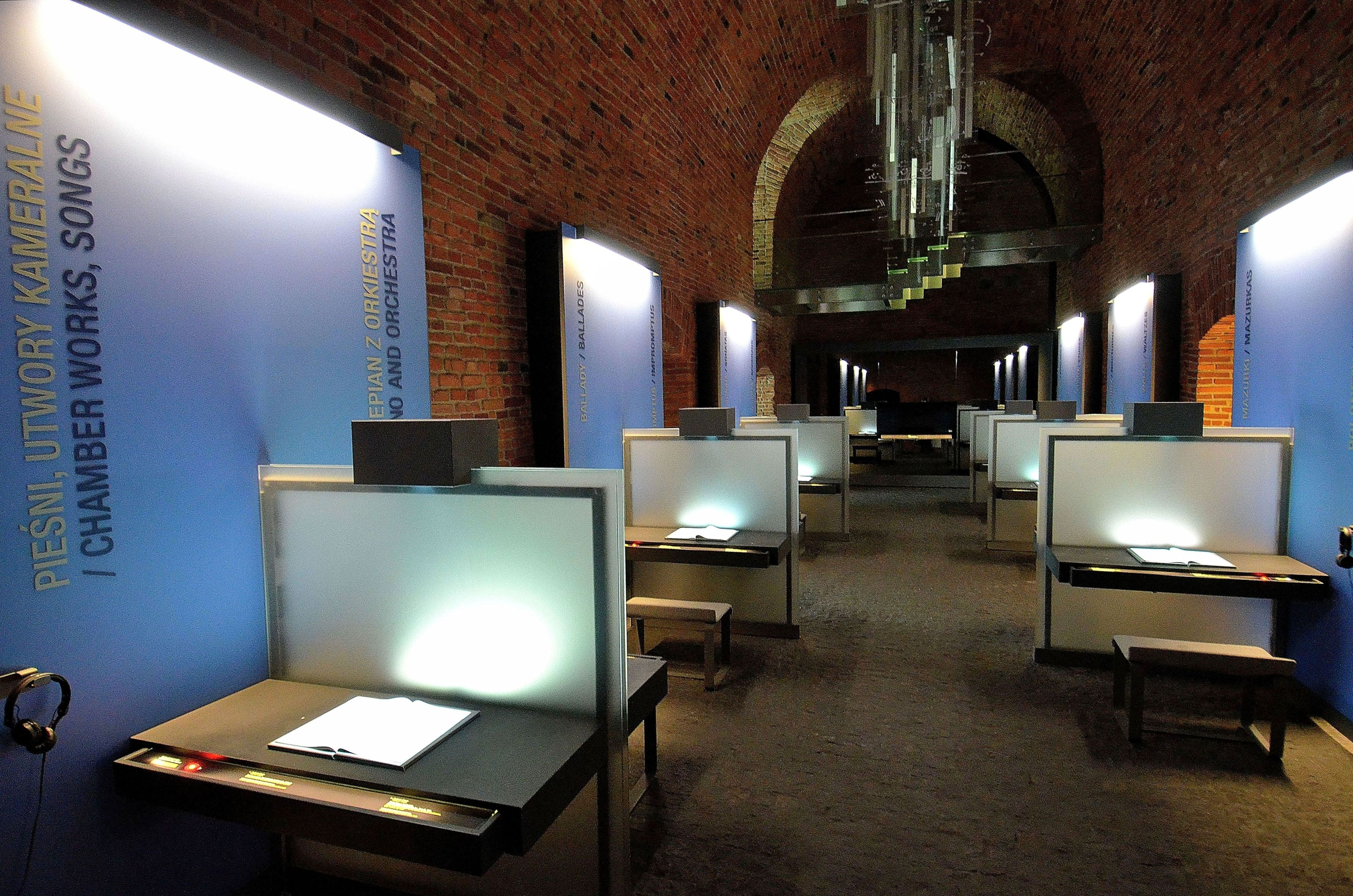
Аудиокомната
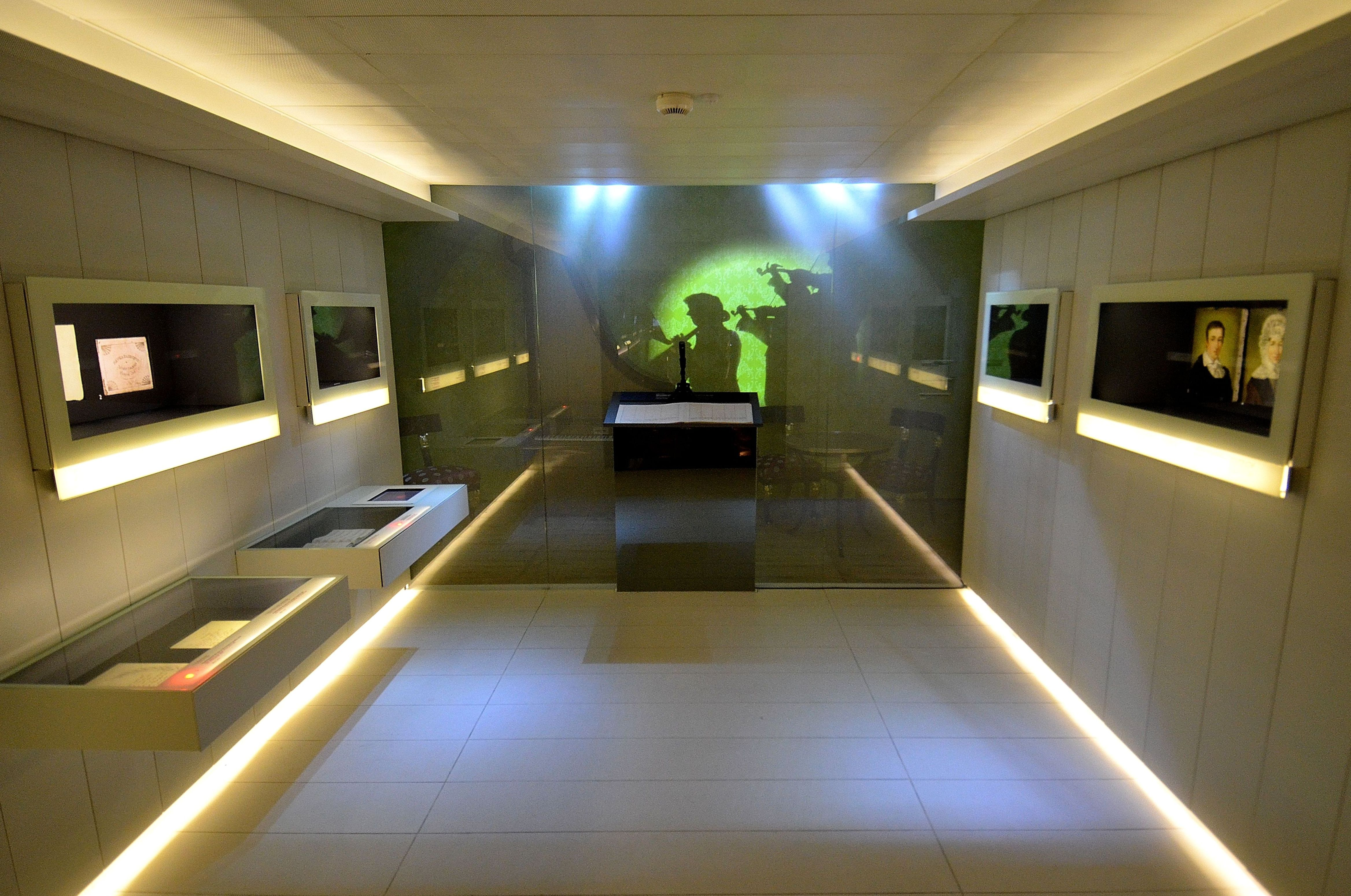
На первом этаже
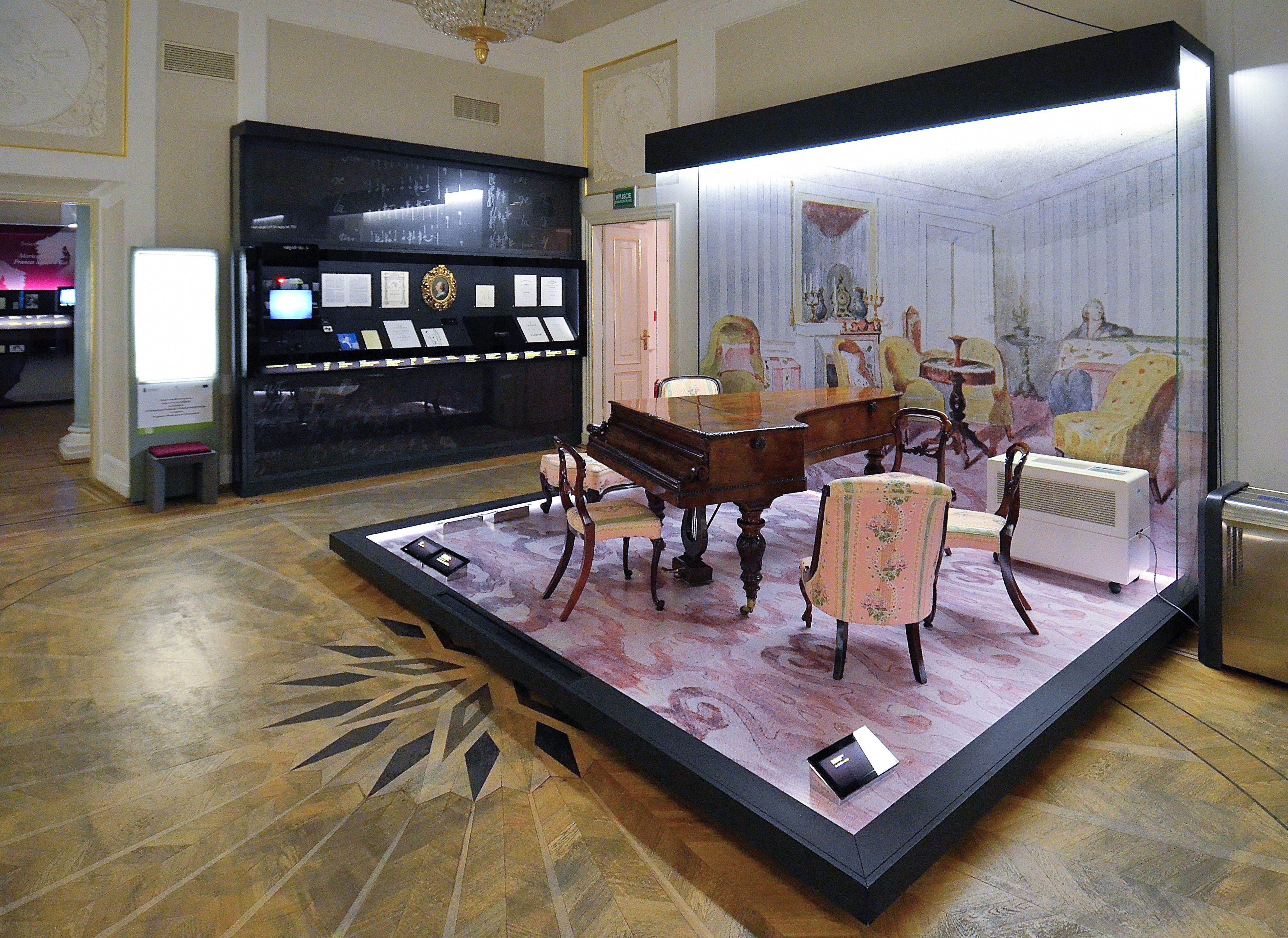
Последнее фортепиано Шопена
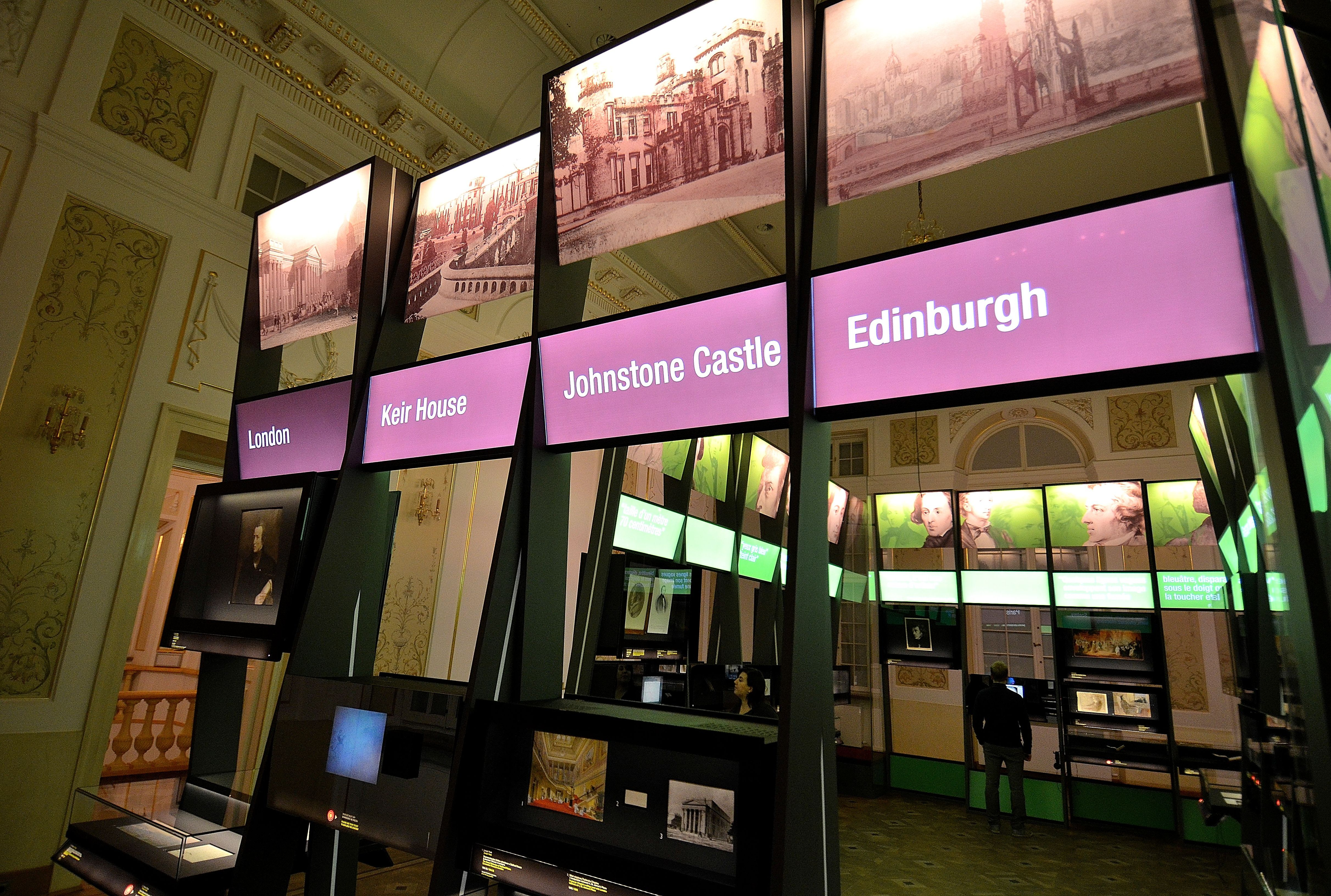
Путешествия Шопена (3 этаж)